# Montaigu-le-Blin
Montaigu-le-Blin – miejscowość i gmina we Francji, w regionie Owernia-Rodan-Alpy, w departamencie Allier.

## Demografia
Według danych na rok 1990 gminę zamieszkiwały 374 osoby, a gęstość zaludnienia wynosiła 29 osób/km². W styczniu 2015 r. Montaigu-le-Blin zamieszkiwało 320 osób, przy gęstości zaludnienia wynoszącej 24,8 osób/km².